# Rainer Vollath
Rainer Vollath (* 28. Dezember 1966 in Marktredwitz) ist ein deutscher Schriftsteller und Journalist.

## Leben
Rainer Vollath wuchs als Sohn eines Lehrers in der Oberpfalz auf. Nach dem Abitur studierte er Romanistik (französische und spanische Literatur) und Germanistik an den Universitäten in München, Paris und Kiel. Sein Studium schloss er mit einer Promotion über den spanischen Schriftsteller Juan Goytisolo ab. Er lebt in München und Südfrankreich.

## Werk
2010 erschien sein Roman Zwei Lieben. Er zeichnet die Lebensgeschichte des Homosexuellen Fritz Weiss nach, der zur Zeit des Nationalsozialismus in den Konzentrationslagern Sachsenhausen und Flossenbürg inhaftiert ist und sich nach dem Krieg eine Entschädigung für die in den NS-Lagern erlittenen Qualen erkämpft. 2020 wurde sein autobiografischer Coming-of-Age-Roman Erinnerung an eine Unsichtbare publiziert.
Rainer Vollaths Theaterstück Die Engel. Die Abtei. Die Erinnyen., eine Konfrontation mit dem Missbrauchsskandal in einem Kloster, sowie sein Monodrama Mutti, Richie und der Moderator, das von Patrick Süskinds Der Kontrabaß inspiriert ist, wurden 2015 veröffentlicht.
Der Coming-of-Age-Roman Erinnerung an eine Unsichtbare, 2020 erschienen, erzählt die Geschichte einer Freundschaft. Die magersüchtige Sandrine, Tochter aus reichem Haus, verliebt sich in Matthias, der jedoch zusehends erkennt, dass er sich zu Männern hingezogen fühlt.

## Auszeichnungen
- Erster Preis beim Kurzgeschichten-Wettbewerb des Literareon Verlags 2012

## Publikationen (Auswahl)
- Erinnerung an eine Unsichtbare, Roman, o. O. 2020, ISBN 979-8-6872-2111-5
- Oma in Bangkok, Kurzgeschichte, in: In der Fremde zu Hause (Anthologie 26. Würth-Literaturpreis). Künzelsau 2015, ISBN 978-3-89929-320-3
- Die Engel. Die Abtei. Die Erinnyen., Drama. Eschach 2015
- Mutti, Richie und der Moderator, Monodrama. Braunschweig 2015
- Zwei Lieben, Roman,. Berlin 2010, ISBN 978-3-89656-175-6
- Herkunftswelt und Heterotopien. Dekonstruktion und Konstruktion literarischer Räume im Werk Juan Goytisolos (Europäische Hochschulschriften, Reihe 24: Iberoromanische Sprachen und Literaturen, Band 62). Frankfurt am Main / Bern / Bruxelles / New York / Oxford / Wien 2001, ISBN 978-3-631-37453-5